# Street Parade

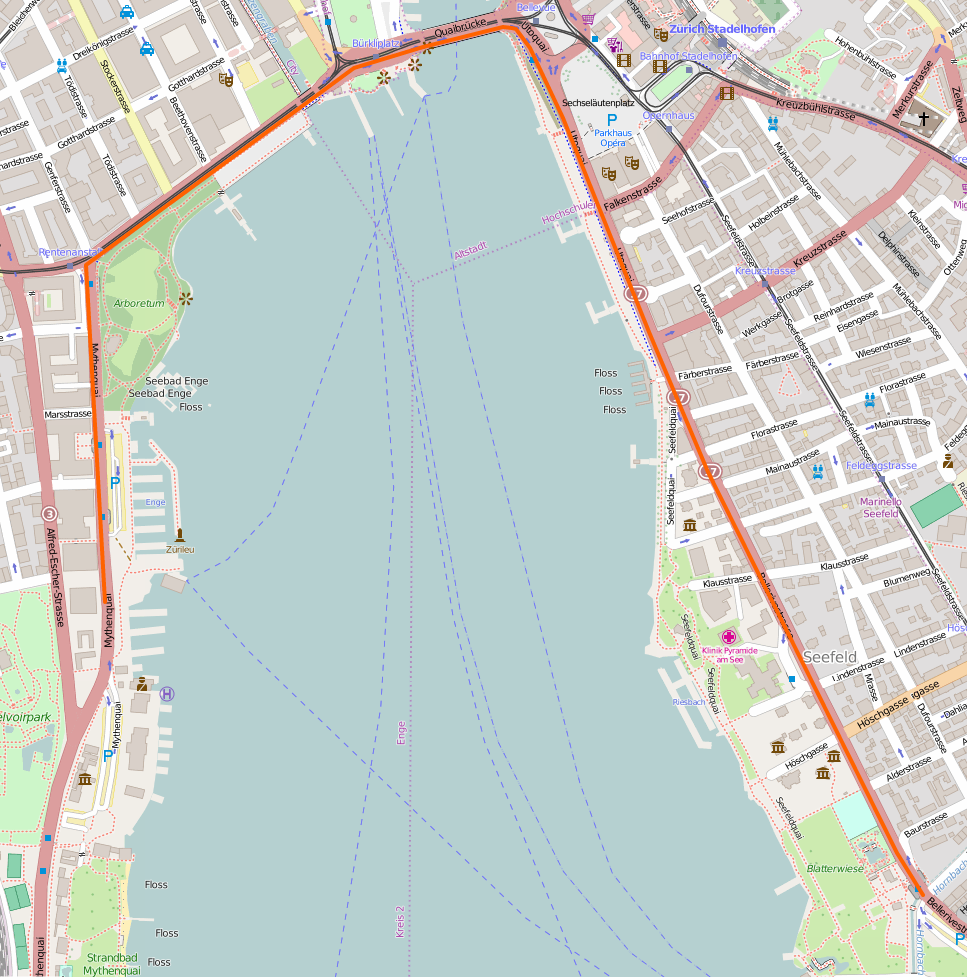
Die aktuelle Route (orangefarbene Linie) führt von der Ost- zur Westseite des Zürichsees.

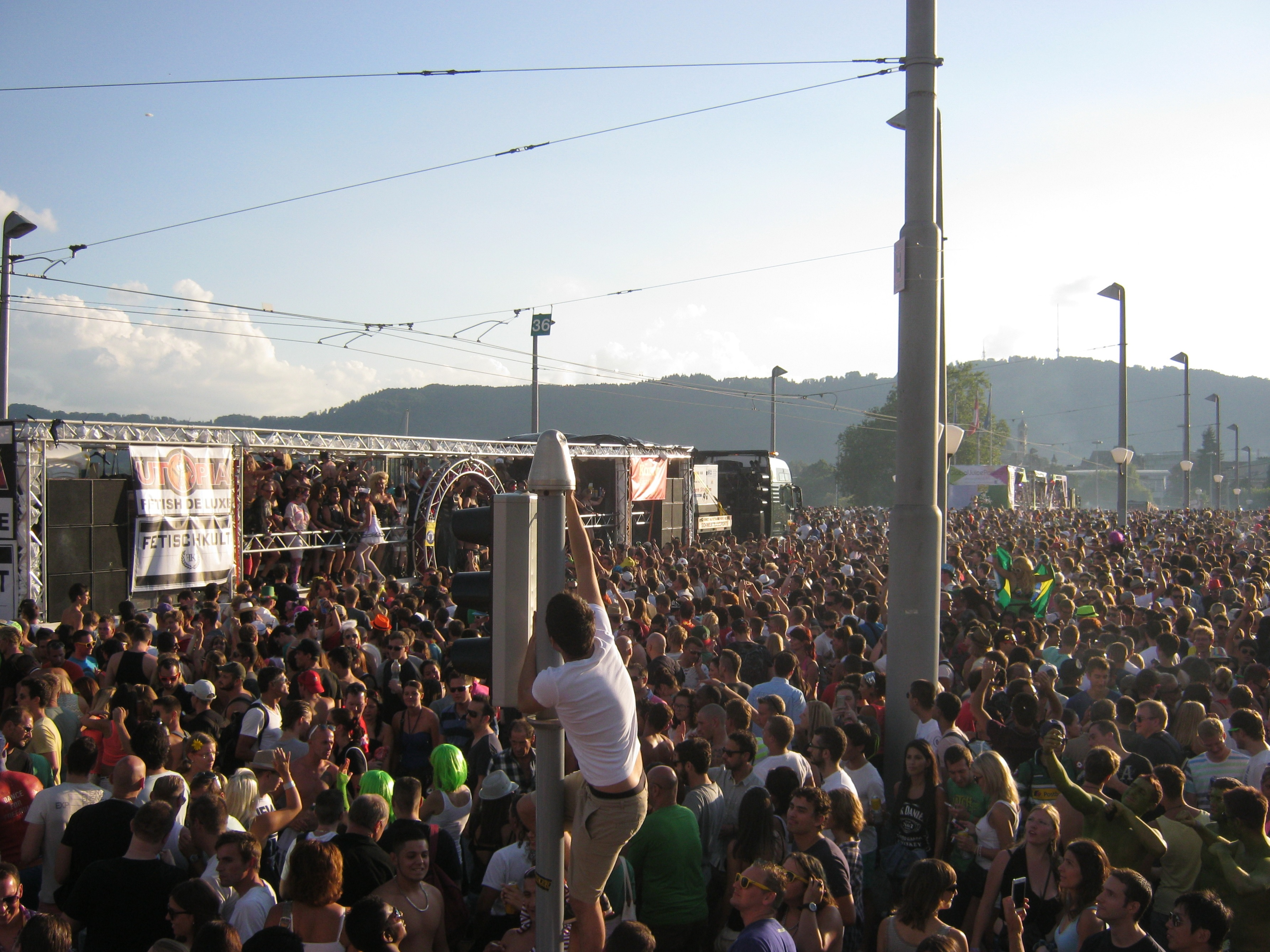
Lovemobiles auf der Quaibrücke – Streetparade 2013

Die Street Parade ist eine Technoparade in Zürich, die am Zürichsee entlangführt. Sie ist die grösste Techno-Party der Welt und auch die grösste jährlich wiederkehrende Veranstaltung und nach dem Ende des Züri Fäscht die grösste Veranstaltung in der Stadt Zürich sowie das fünftgrösste Musikfestival der Welt.
Die Street Parade wird in der Regel am zweiten Samstag im August durchgeführt.

## Chronologie

### Demonstration für Liebe, Friede, Freiheit, Grosszügigkeit und Toleranz
| Jahr | Teilnehmer                       | Wetter                           | Motto                                                                  | Lovemobiles                      |
| ---- | -------------------------------- | -------------------------------- | ---------------------------------------------------------------------- | -------------------------------- |
| 1992 | 1000                             | Sonne/Wolken 18 °C               | Demonstration für Liebe, Friede, Freiheit, Grosszügigkeit und Toleranz | 7                                |
| 1993 | 10'000                           | Sonne/Regen 13 °C                | –                                                                      | 13                               |
| 1994 | 40'000                           | Sonne 18 °C                      | –                                                                      | 12                               |
| 1995 | 120'000                          | Sonne 25 °C                      | –                                                                      | 22                               |
| 1996 | 350'000                          | Sonne 28 °C                      | The Rave-olution continues                                             | 22                               |
| 1997 | 475'000                          | Sonne 29 °C                      | –                                                                      | 29                               |
| 1998 | 450'000                          | Sonne 28 °C                      | It’s All In Your Hands                                                 | 30                               |
| 1999 | 550'000                          | Sonne 30 °C                      | More than words                                                        | 29                               |
| 2000 | 750'000                          | Sonne 32 °C                      | Believe in love                                                        | 29                               |
| 2001 | 1'000'000                        | Sonne 21 °C                      | Love, Freedom, Tolerance                                               | 31                               |
| 2002 | 650'000                          | Regen 17 °C                      | PEACE!                                                                 | 29                               |
| 2003 | 900'000                          | Sonne 37 °C                      | Let the sun shine                                                      | 25                               |
| 2004 | 950'000                          | Sonne/Wolken 27 °C               | Elements of culture                                                    | 31                               |
| 2005 | 900'000                          | Sonne/Wolken 23 °C               | Today is tomorrow                                                      | 32                               |
| 2006 | 800'000                          | Sonne/Regen 17 °C                | Move your mind                                                         | 30                               |
| 2007 | 800'000                          | Sonne/Wolken 23 °C               | Respect                                                                | 23                               |
| 2008 | 820'000                          | Sonne/Wolken 24 °C               | Friendship                                                             | 27                               |
| 2009 | 600'000                          | Regen 22 °C                      | Still have a dream!                                                    | 26                               |
| 2010 | 650'000                          | Regen 23 °C                      | Celebrate the Spirit of Street Parade                                  | 30                               |
| 2011 | 900'000                          | Sonne 26 °C                      | 20 Years Love, Freedom, Tolerance & Respect                            | 29                               |
| 2012 | 950'000                          | Sonne 25 °C                      | Follow your Heart                                                      | 28                               |
| 2013 | 950'000                          | Sonne 25 °C                      | Dance for Freedom                                                      | 27                               |
| 2014 | 950'000                          | Sonne, Gewitter 25 °C            | Enjoy the Dancefloor—and save it                                       | 27                               |
| 2015 | 1'000'000                        | Sonne 32 °C                      | Magic Moments                                                          | 27                               |
| 2016 | 900'000                          | Sonne 28 °C                      | Zurich is unique                                                       | 27                               |
| 2017 | 900'000                          | Stark bewölkt 22 °C              | Love never ends                                                        | 25                               |
| 2018 | 1'100'000                        | Sonne 25 °C                      | Culture of Tolerance                                                   | 28                               |
| 2019 | 850'000                          | Wolken/Sonne 22 °C               | Colours of Unity                                                       | 28                               |
| 2020 | abgesagt wegen COVID-19-Pandemie | abgesagt wegen COVID-19-Pandemie | abgesagt wegen COVID-19-Pandemie                                       | abgesagt wegen COVID-19-Pandemie |
| 2021 | abgesagt wegen COVID-19-Pandemie | abgesagt wegen COVID-19-Pandemie | abgesagt wegen COVID-19-Pandemie                                       | abgesagt wegen COVID-19-Pandemie |
| 2022 | 900'000                          | Sonne 28° C                      | «THINK.»                                                               | 26                               |
| 2023 | 920'000                          | Sonne/Wolken 29° C               | I wish                                                                 | 29                               |
| 2024 | 920'000                          | Sonne 30° C                      | Prefer:Tolerance                                                       | 28                               |
| 2025 | 800'000                          | Sonne 33° C                      | Live Love, Love Life                                                   | 29                               |

Die erste Street Parade fand am 5. September 1992 statt, initiiert vom Mathematik-Studenten Marek André Krynski und offiziell bewilligt als Demonstration für Liebe, Friede, Freiheit, Grosszügigkeit und Toleranz. Der erste Street Parade-Flyer wurde von DJ Viola gestaltet. Es nahmen damals um die 1000 bis 2000 Personen teil, die hinter den zwei Lovemobiles hertanzten. Heute zählt die Street Parade jeweils bis zu einer Million Menschen und ist für die Zwingli-Stadt ein nennenswerter Wirtschaftsfaktor geworden.

### 1992 bis 1994
1992 führte die Paraderoute dem Limmatquai und ein Stück weit der Bahnhofstrasse entlang: Start war am Hechtplatz, mit Marschroute über Limmatquai, Rudolf-Brun-Brücke, Uraniastrasse in die Bahnhofstrasse bis Bärengasse und Ziel am Basteiplatz. Einem der beiden Mobiles ging mitten im Umzug der Strom aus, was der Stimmung aber keinen Abbruch tat. Eine Gegendemo aus der Hausbesetzerszene, welche verärgert war, dass ihre Demo nicht bewilligt wurde, wurde von der mit Schlagstöcken und Schutzschilden bewehrten Polizei vom Umzug ferngehalten. Vor allem an der Bahnhofstrasse schlossen sich viele junge Menschen spontan den Techno-Tänzern an. Am Abend fand dann die erste Rave-Party «Energy» mit rund 6000 Personen in der SRO-Kugellagerfabrik in Oerlikon statt.
1993 (28. August) nahmen schon 10'000 Raver teil; die Parade wurde bekannt und zu einem Grossanlass.
1994 verbot der Zürcher Polizeivorstand Robert Neukomm (SP) die Street Parade. Die Street Parade sei zu gross, zu laut und verschmutze die Strassen. Zudem interessiere sie nur einen unwesentlichen Teil der Bevölkerung. Neukomm schrieb in seiner Ablehnung des Gesuchs auch (Zitat), «dass die Innenstadt für solche Grossanlässe völlig ungeeignet ist». Es gab Pressekonferenzen von Marek Krynski und seinem Anwalt Christian Widmer, der einen 19-seitigen Rekurs verfasste – und vor dem Zürcher Stadthaus fanden an vier aufeinanderfolgenden Mittwochen (während der Tagungen des Stadtrates) Pro-Street-Parade-Demonstrationen statt. Neukomm blieb zuerst bei seiner Ablehnung, bezeichnete die Initianten als «unwichtiges Grüppchen» und schlug schliesslich in einem Interview vor, die Street Parade solle doch in Bern oder Basel stattfinden. Die grüne Politikerin Monika Stocker sekundierte als Vorsteherin des Sozialdepartements Neukomm und wies zusätzlich auf die grosse Drogengefahr hin, welche ihrer Meinung nach von der Street Parade ausgehe. Doch eine klare Mehrheit der Bevölkerung sah keinen Grund für ein Verbot und empfand dieses auch als unfair gegenüber anderen in Zürich durchgeführten traditionellen Anlässen wie dem Sechseläuten, Seenachtsfest, Umzügen an der Fasnacht oder den 1.-Mai-Grossdemonstrationen. Wegen anhaltender starker Proteste aus der Techno-Szene, der Bevölkerung und dem Rummel in den Medien, zog die Stadtregierung gesellschaftspolitisch ihr Verbot zurück, machte allerdings neue Auflagen zur Durchführung, Lärmemissionen, Abfall und Sicherheit. Die Route der Parade vom 13. August wurde verlegt und ging nun vom Mythenquai in Wollishofen rund um das Seebecken des Zürichsees über die Quaibrücke bis zur Hornbachstrasse im Seefeldquartier.
Rückblickend betrachtet gab das Verbot von Neukomm und die daraus resultierende öffentliche Diskussion und Solidarisierung der Street-Parade-Community entscheidenden Aufschwung. Die Zeiten des spontanen Underground-Raves waren allerdings dadurch vorbei. Einige Leute der «ersten Stunde» – wie auch DJ Viola – hatten Mühe mit der Professionalisierung und Kommerzialisierung. Sie zogen sich von der Street Parade zurück. 1994 wurde zum ersten Mal eine CD veröffentlicht mit dem Namen Energy 94 Streetparade – The Disc.

### 1995 bis 1999
- 1995 nahmen bereits 150'000 Raver aus dem In- und Ausland teil. Erstmals erschien mit der Doppel-CD Street Parade 95 eine eigenständige CD zur Parade.
- 1996 gründet Marek Krynski zusammen mit Barbara Suter und Christoph Soltmannowski den Verein Street Parade Authorities, der den Anlass fortan organisiert. Die Parade hat heute zwar den Charakter eines Volksfestes, juristisch gilt sie aber immer noch als politische Demonstration. Dies erspart den Veranstaltern unter anderem die Sicherheitskosten, die die Stadt übernimmt. Erstmals trat das fortan offizielle Logo der Street Parade in Erscheinung, ein stilisiertes P in einem Stern.
- 1998 erschien erstmals nach der Street Parade eine Live-CD, die von einem Lovemobile direkt aufgenommen wurde. Nebst der Musik hört man darauf auch die im Hintergrund johlende und feiernde Menge.
- 1999 ging zum ersten Mal Radio Street Parade auf Sendung. Es sendete jeweils rund zwei Wochen und ein paar Tage oder Wochen nach der Street Parade Technomusik, elektronische Tanzmusik sowie Interviews mit DJ und Musikern und brachte Berichte rund um den Anlass.

### 2000 bis 2009

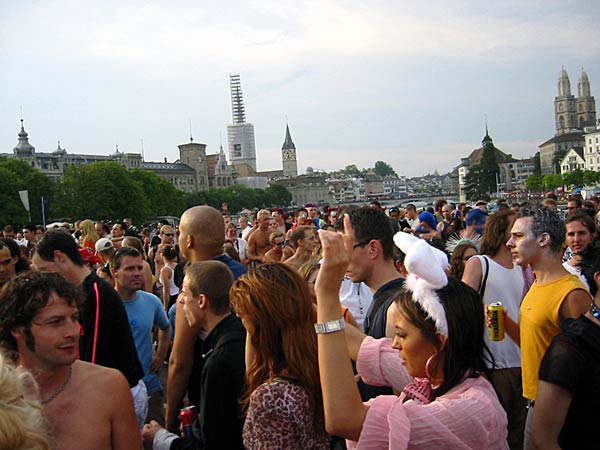
Während der 13. Street Parade im Jahr 2004 auf der Quaibrücke

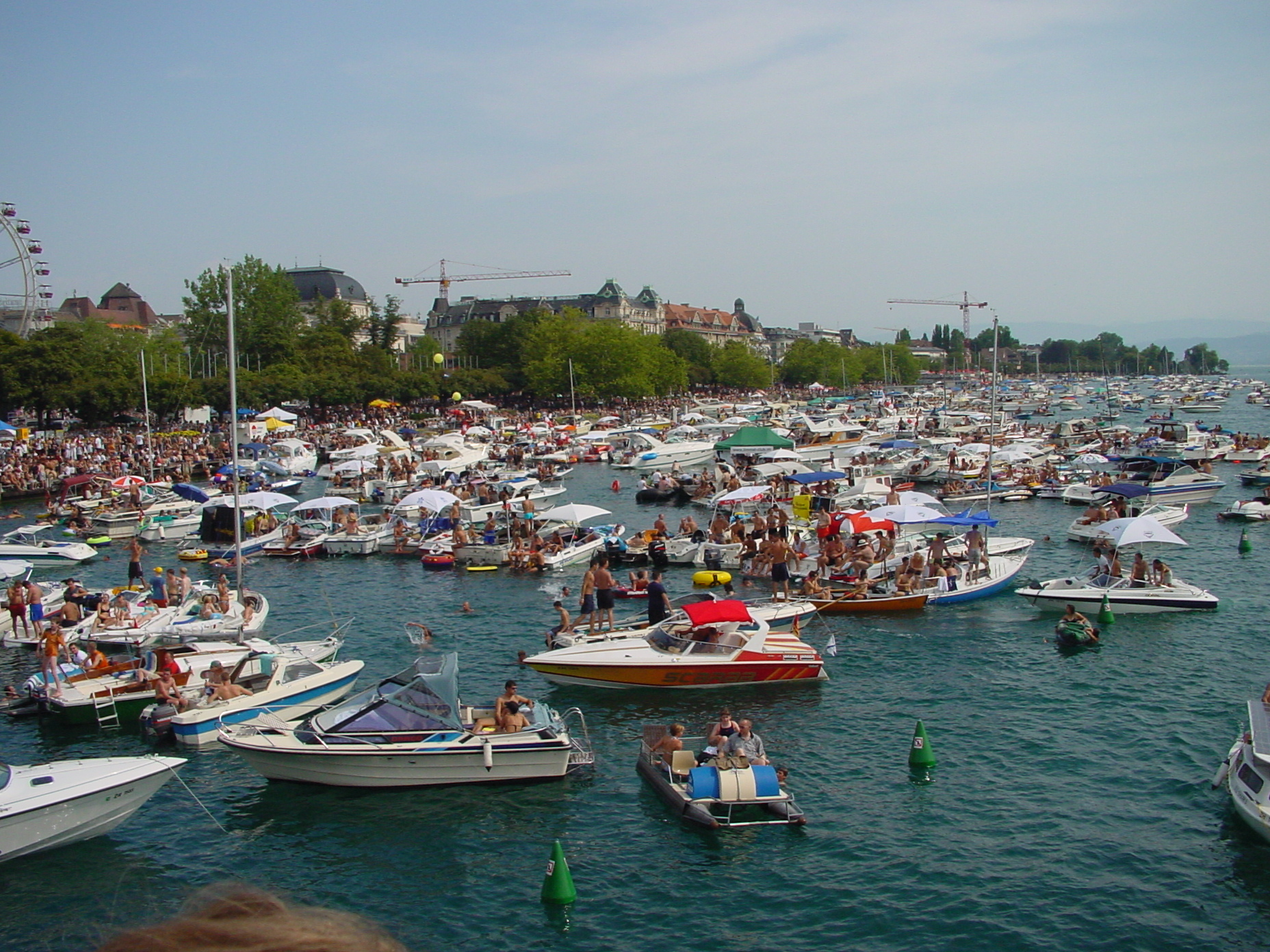
Treiben auf dem See an der 12. Street Parade im Jahr 2003

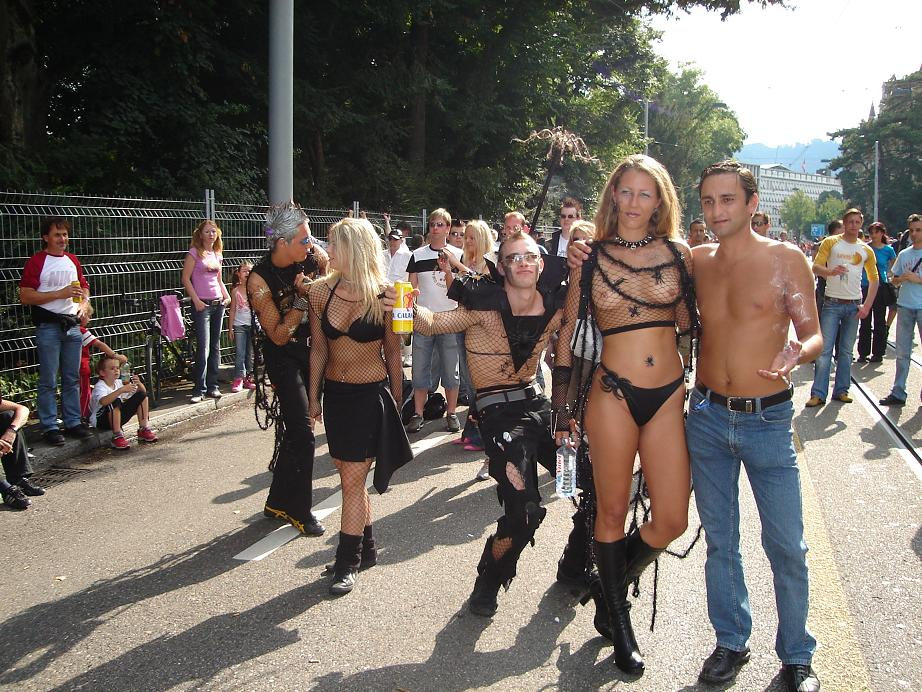
14. Street Parade 2005

- 2000 wurde unter dem Motto «believe in love» die Street Parade erstmals vom Schweizer Fernsehen SF 1, 3sat und Tele24 live übertragen. Der deutsche Musiksender VIVA zeigte in der Folgewoche zweistündige Zusammenfassungen.
- 2001 wurde mit über einer Million teilnehmender Raver ein Rekord erreicht. Damit trat die Zürcher Street Parade erstmals aus dem Schatten der Berliner Loveparade, die in diesem Jahr gegen eine Million Teilnehmer hatte.
- 2002 regnete es in Strömen, was sich teilweise auf die Stimmung niederschlug.
- 2003 fand während der Hitzewelle in Europa der Anlass unter rekordhohen Temperaturen von teilweise über 35 °C statt. Es nahmen erneut 900'000 Menschen teil. Erstmals zog die Street Parade nicht vom Mythenquai zum Seefeldquartier, sondern in umgekehrte Richtung. Diese Änderung wurde einerseits aus Lärmschutzgründen durchgeführt, da im Seefeldquartier mehr Leute wohnen, andererseits, weil sich den Lastwagen (Lovemobiles) in Wollishofen bessere Routen zum Wegfahren bieten.
- 2004 erreichte die Street Parade erneut fast eine Million Teilnehmer.
- 2005 wurde, nachdem Radio Street Parade in finanzielle Nöte geraten war, der Sendebetrieb vom Zürcher Lokalradiosender Energy Zürich und der Gratiszeitung 20 Minuten gerettet. Auch wurde zum ersten Mal von den offiziellen Getränkelieferanten Bier verkauft. Vielerorts war daraufhin zu hören, dass dadurch die Stimmung teilweise aggressiver gewesen sei als sonst üblich.
- 2006 fand die Street Parade unter dem Motto Move your mind statt. Trotz Wolkenfeldern und wiederholten Schauern erreichte die Teilnehmerzahl 800'000. Der niederländische Veranstalter Q-Dance stellte eine Bühne, wo weltweit bekannte DJs aus der Hardstyleszene auflegten. Q-Dance zog sich später nach Streitigkeiten mit dem Veranstalter der Streetparade zurück. Die Street Parade gilt zunehmend als Volksfest. Sehr viele Besucher auf der Strasse folgten dem diesjährigen Motto unverkleidet. Gegenüber dem Vorjahr registrierten Polizei und Sanität einen höheren Alkohol- und Drogenkonsum.
- 2007 fand die Street Parade am Samstag, 11. August zum 16. Mal statt, unter dem Motto «Respect!» für ein gewaltfreies Miteinandersein. Insgesamt legten über 200 DJs auf, unter ihnen auch Paul van Dyk aus Deutschland, Nummer 1 im weltweiten DJ-Ranking. Mit rund 800'000 Ravern nahmen etwa gleich viele wie im vergangenen Jahr teil. Negativ in die Schlagzeilen kam die Street Parade wegen eines Tötungsdelikts mit einem Messer, ein 17-Jähriger erstach einen 18-Jährigen und verletzte einen weiteren Mann schwer.[6]
- 2008 fand die Street Parade am 9. August statt. Damit sich die Auswüchse des Vorjahres nicht wiederholen, drängte die Stadt Zürich bei den Organisatoren auf eine Reihe von Massnahmen, von denen sie sich eine dämpfende Wirkung erhofft. Um die Innenstadt zu beruhigen, wurde zudem den dortigen Gastwirtschaften keine Sonderbewilligung mehr für zusätzliche Bartheken auf öffentlichem Grund erteilt. Des Weiteren werden im Freien keine Lautsprecheranlagen mehr geduldet, und die Freinacht galt nur im Innern der Lokale.[7] So wurde auch die nicht direkt mit der Street Parade zusammenhängende Mainstation-Party im Hauptbahnhof nur noch bis Mitternacht bewilligt und nicht mehr bis 6 Uhr morgens wie in den Vorjahren. Mit dem Motto Friendship rief die Street Parade zu friedlichem und verantwortungsbewusstem Umgang mit Mitmenschen und der Umwelt auf.
- 2009 besuchten trotz Dauerregen, Kälte und Schweinegrippe-Warnungen rund 600'000 Personen die Street Parade. Wegen des schlechten Wetters musste die Sanität jedoch vermehrt Personen behandeln, die aufgrund durchnässter Kleidung oder zu knapper Kostüme akut unterkühlt waren.[8]

Ausserdem äusserten im Vorfeld des Anlasses einige Medien Bedenken, eine Massenveranstaltung wie die Street Parade könnte die Verbreitung der Schweinegrippe-Pandemie in der Schweiz begünstigen.
Das Motto der Street Parade 2009 lautete «Still have a dream», zudem fand 2009 die Mainstation-Party zum letzten Mal statt.

### Seit 2010
- Die Street Parade 2010 fand am 14. August unter dem Motto «Celebrate the Spirit of Street Parade» statt. Laut dem Schweizer Privatradiosender Radio 1 nahmen gemäss Aussagen der Veranstalter etwa 650'000 Personen teil. Die Organisatoren führten die leichte Zunahme von Teilnehmern gegenüber dem Vorjahr trotz schlechter Wetterprognosen auf vermehrte Medienberichterstattung über die Street Parade im Zusammenhang mit dem Unglück bei der Loveparade 2010 in Duisburg zurück. Im Gedenken an die Opfer wurde um 17 Uhr eine Schweigeminute eingelegt. Wettermässig herrschte eine ziemlich grosse Unsicherheit. Die kurzfristigen Prognosen waren schlecht, ab 15 Uhr war Regen angesagt und für die folgende Nacht waren grosse Regenmengen angekündigt. Der Start des Umzugs wurde deswegen kurzfristig um eine Viertelstunde vorverschoben. Der Dauerregen setzte jedoch erst um etwa 19 Uhr ein, die Temperatur war zuvor immer über 20 °C. Obwohl der Regen verhältnismässig warm war und viele Teilnehmer ihre «Wetterfestigkeit» bewiesen, zog es eine beträchtliche Anzahl von Teilnehmern vor, die Veranstaltung frühzeitig zu verlassen, was sich spürbar auf die Gesamtstimmung gegen Schluss auswirkte.Street Parade 2013 am Bellevue, Opernhaus im Hintergrund

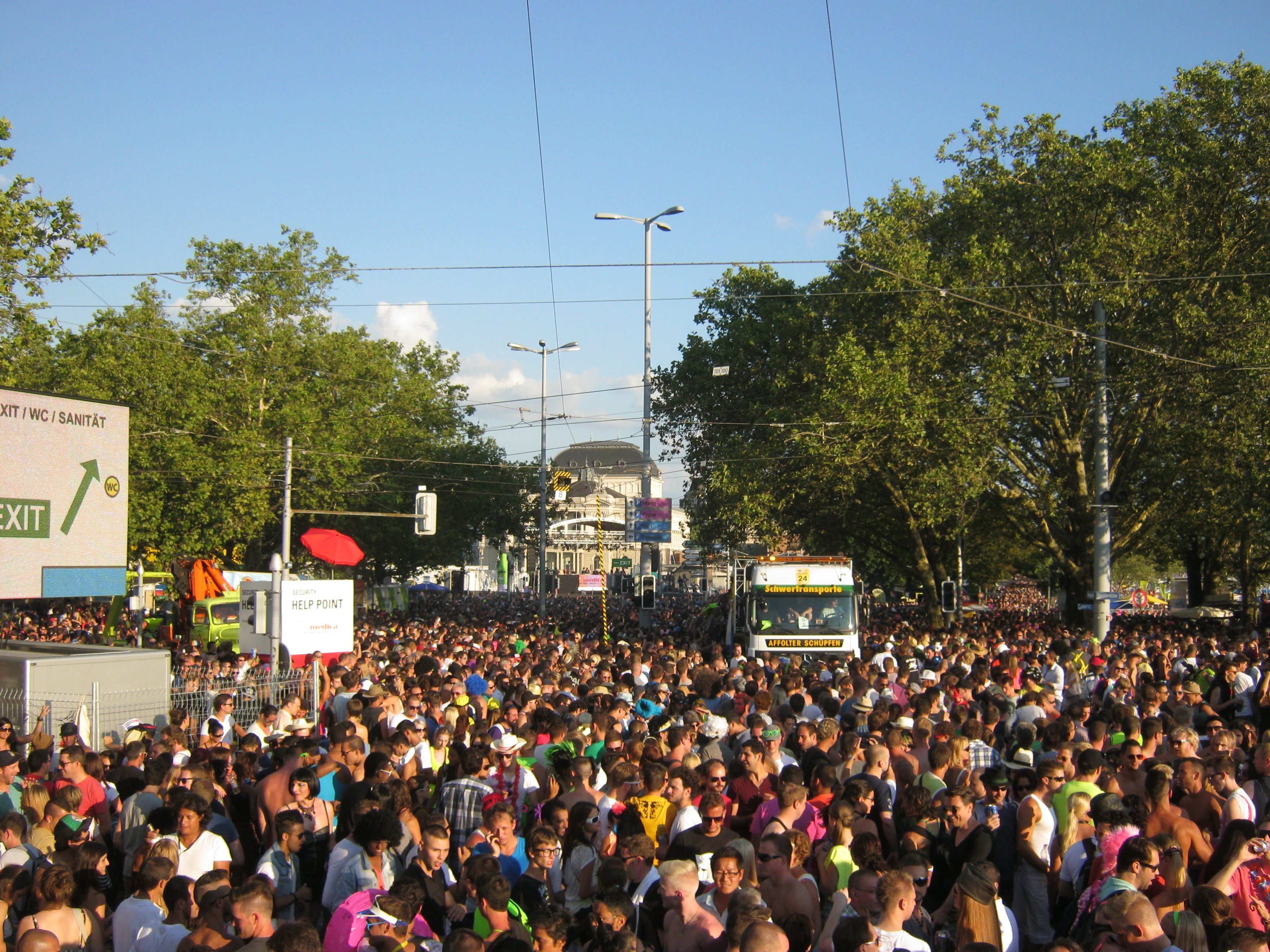
Street Parade 2013 am Bellevue, Opernhaus im Hintergrund

- Die Street Parade 2011 fand am 13. August 2011 unter dem Motto «20 Years Love, Freedom, Tolerance & Respect» statt. Zum Jubiläum tanzten bei schönem Wetter gemäss Veranstalter rund 900'000 Raver.[12] Im Vorfeld versicherten sich die Veranstalter erstmals gegen Schlechtwetter.[13] Der Schweizer DJ Energy legte an der Parade auf, in der Nacht darauf verstarb er an einer Überdosis Medikamenten.[14][15]
- Am 11. August 2012 fand die Street Parade 2012 unter dem Motto «Follow your heart» bei sonnigem Wetter und über 25 °C statt. Auf der Centre Stage traten unter anderem Swedish-House-Mafia-Mitglied Steve Angello, dessen Bruder An21 (zusammen mit Max Vangeli), Fedde Le Grand und Ferry Corsten auf. Auf dem Bürkliplatz wurde die Future Sound Stage aufgebaut, an der unter anderem Pendulum und Fritz Kalkbrenner spielten. Kritik wurde vor allem nach dem Event in Form von Facebook-Kommentaren und Twitter-Mitteilungen geäussert, da an den Bühnen und auch an der Centre Stage die Soundanlage zu leise für die grosse Menschenmenge war. Auch Steve Angello als Mainact des Abends kritisierte den Veranstalter stark und zeigte sich deutlich genervt über das Soundsystem.

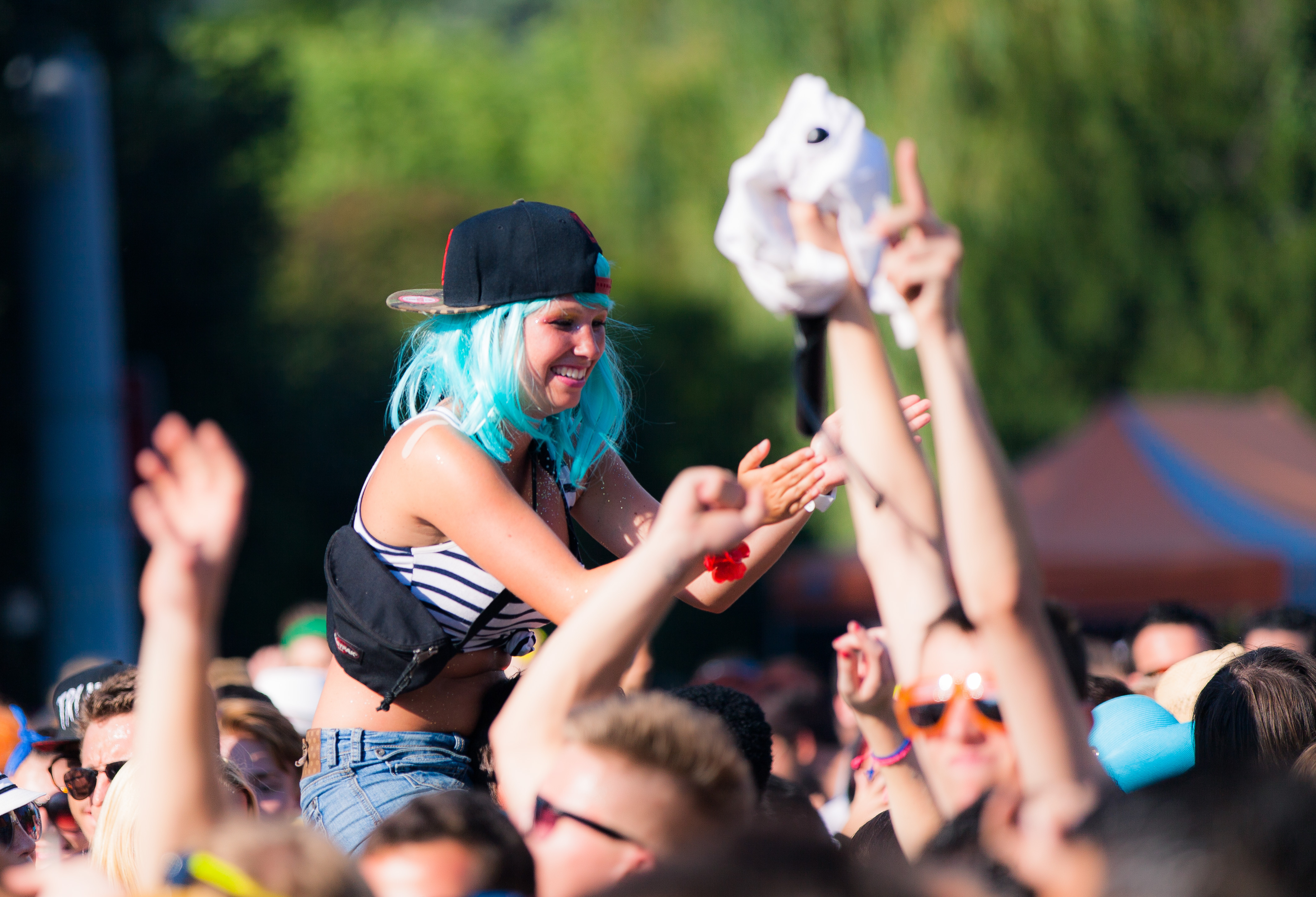
Junge, auf Schultern getragene Frau an der Street Parade 2013

- Am 10. August 2013 fand die Street Parade 2013 unter dem Motto «Dance for Freedom» bei sonnigem Wetter und über 25 °C statt.
- 2014 fand mit 950'000 Besuchern[16] die Street Parade am 2. August und somit am ersten und nicht wie üblicherweise am zweiten Augustwochenende statt.[17] Entgegen den Wettervoraussagen, die Regen prognostizierten, blieb es den ganzen Tag sonnig bei leichter Bewölkung und rund 25 °C. Erst gegen 21 Uhr setzte dann doch noch Regen ein.[18]
- Wegen Bauarbeiten an der Quaibrücke und am Bellevue fand die Street Parade 2015 erst am letzten Augustwochenende, dem 29. August 2015, statt.[17][19] Bei heissem Wetter nahmen rund eine Million Personen teil.
- 2016 fand die Streetparade am 13. August statt und hatte rund 900'000 Besucher.
- 2017 fand die Future Sound of Egypt 500 als ein Teil der Street Parade, am 12. August statt mit Grössen wie Aly & Fila, Madwave, The Thrillseekers, M.I.K.E. und Stoneface & Terminal.[20]

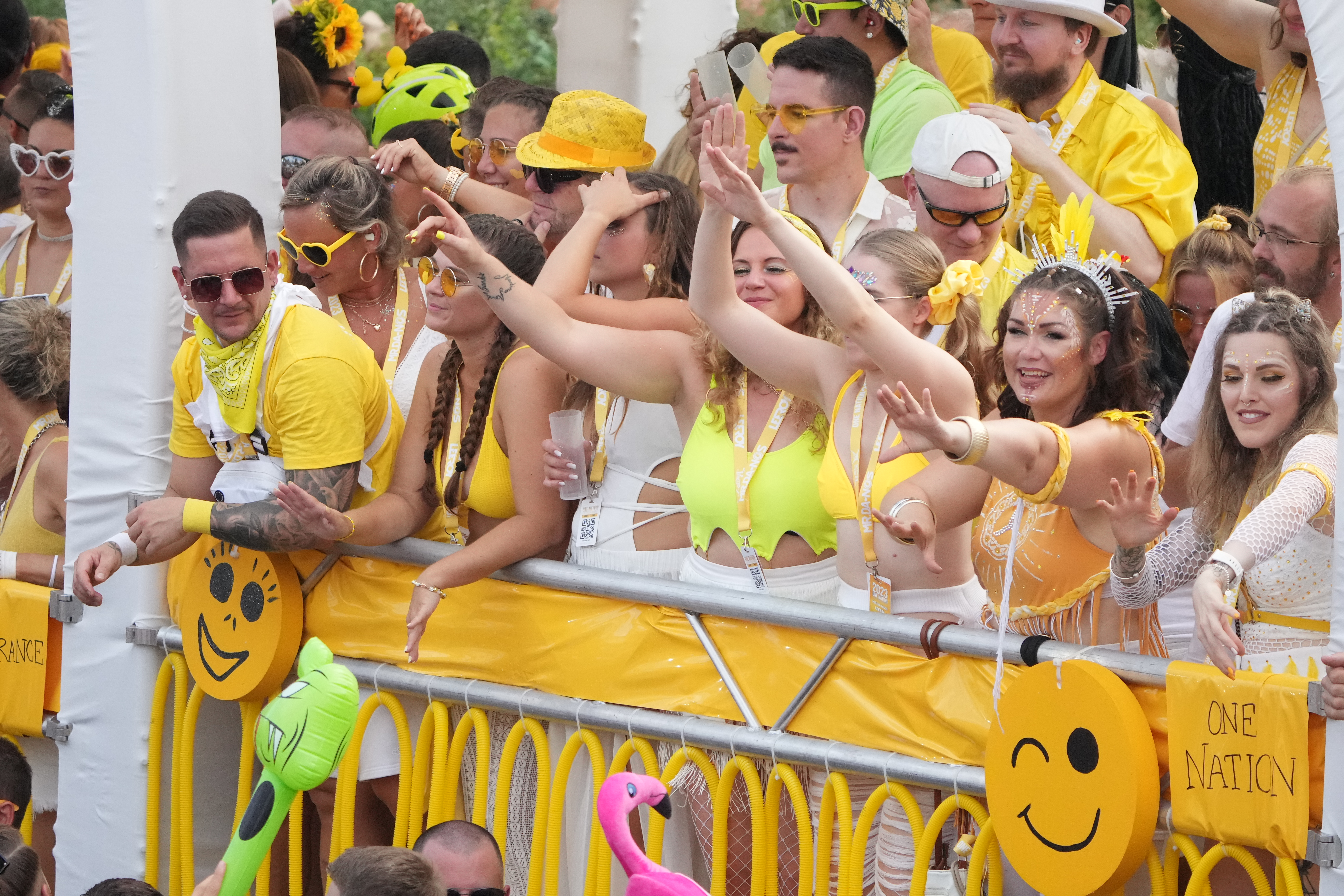
Street Parade 2023 in Zürich

2020 musste die Street Parade, die am 8. August hätte stattfinden sollen, wegen der COVID-19-Pandemie abgesagt werden. Auch 2021 wurde die Street Parade, die am 14. August hätte stattfinden sollen, wegen der Pandemie abgesagt. 2022 konnte die Street Parade wieder wie geplant durchgeführt werden und lockte nicht ganz eine Million Besucher an. 2023 war der Besucheraufmarsch an der 30. Street Parade etwa gleich gross. Erstmals hatte mit Bundespräsident Alain Berset ein Bundesrat an der Street Parade teilgenommen. Die 31. Street Parade in Zürich am 10. August 2024 verzeichnete rund 920'000 Besucher. Die Veranstaltung bot 28 Love Mobiles und acht Bühnen. Unter dem Motto "Prefer:Tolerance" stand die Parade im Zeichen der Toleranz. Die hohen Temperaturen trugen zu zahlreichen medizinischen Behandlungen bei. 470 Personen benötigten medizinische Versorgung. Im Jahr 2025 nahmen rund 800'000 Personen teil.

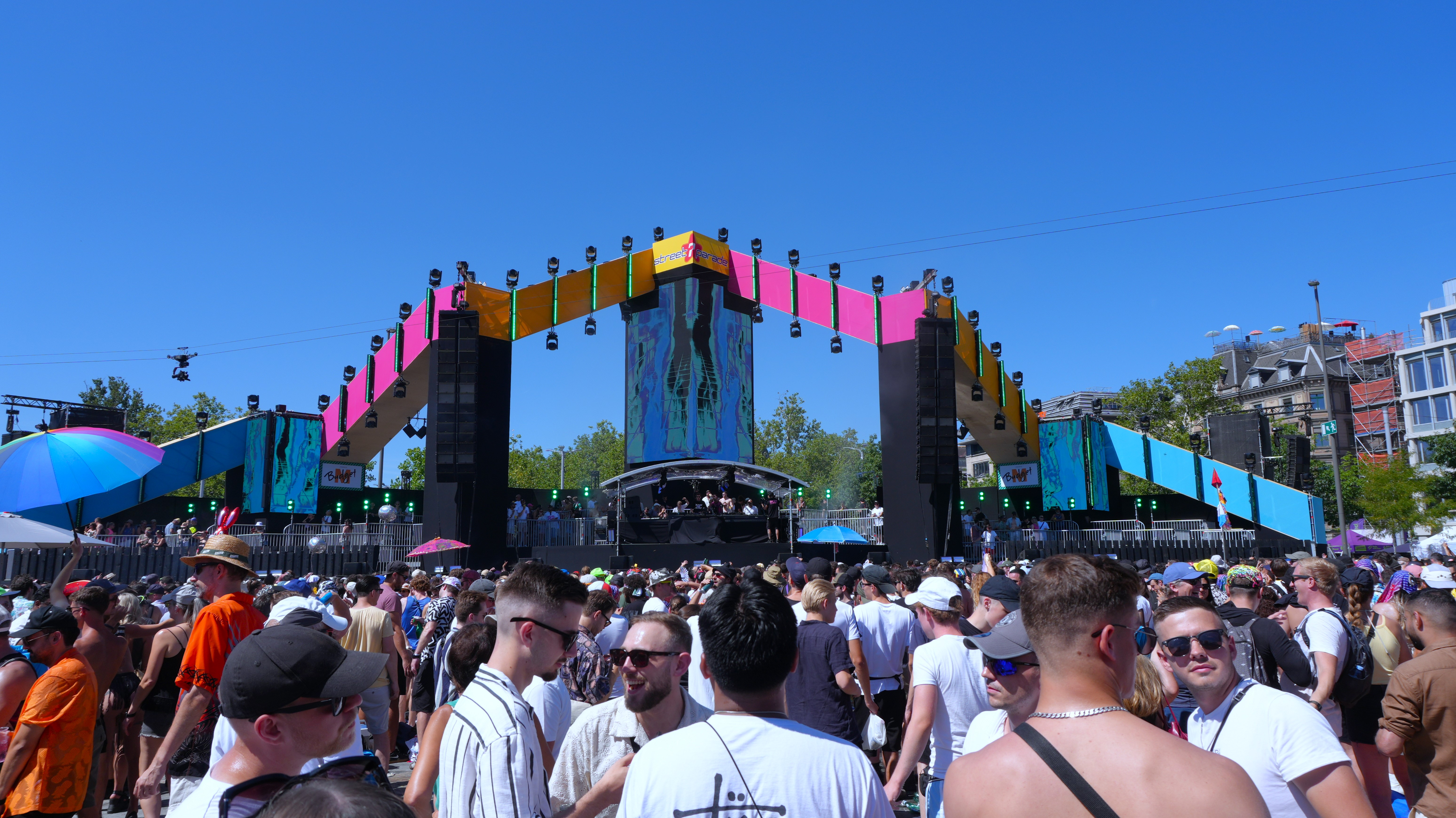
Street Parade 2024

## Kritik

### Alternativen
Seit 1996 findet als Alternative zur Street Parade am selben Tag die Antiparade in Zürich statt. Die Gegenparade richtet sich gegen die zunehmende Kommerzialisierung der Clubkultur, die Ziele ähneln damit denen der Fuckparade in Berlin.
In der Roten Fabrik findet analog zur Energy auch die Lethargy statt.

### Sicherheit und gesundheitliche Risiken
Die Sicherheit ist nicht nur auf den friedlichen Verlauf dieser Tanzparade zurückzuführen, sondern vor allem auch auf die vielfältigen und ausgewogenen Präventionskonzepte zur Minderung der gesundheitlichen Risiken. An der Love Parade in Berlin mussten in den letzten Jahren jeweils in Relation zur Teilnehmerzahl weit mehr Personen (fünfmal bis zehnmal so viele) von der Sanität behandelt werden und in Krankenhäuser eingeliefert werden als dies an der Street Parade der Fall ist. An der Loveparade 2010, die in Duisburg stattfand, kam es zu einer Tragödie, wo in einem Menschengedränge 21 Personen ums Leben kamen; laut Veranstalter führte dieses Ereignis bis auf Weiteres zum Aus für die Loveparade. Obwohl in Zürich ganz andere Verhältnisse als in Duisburg herrschen und ein ähnlicher Vorfall kaum vorstellbar wäre, wurden auch hier die Sicherheitsvorkehrungen aus diesem Anlass erneut überprüft und in einigen Punkten angepasst.

### Abfall und Entsorgung

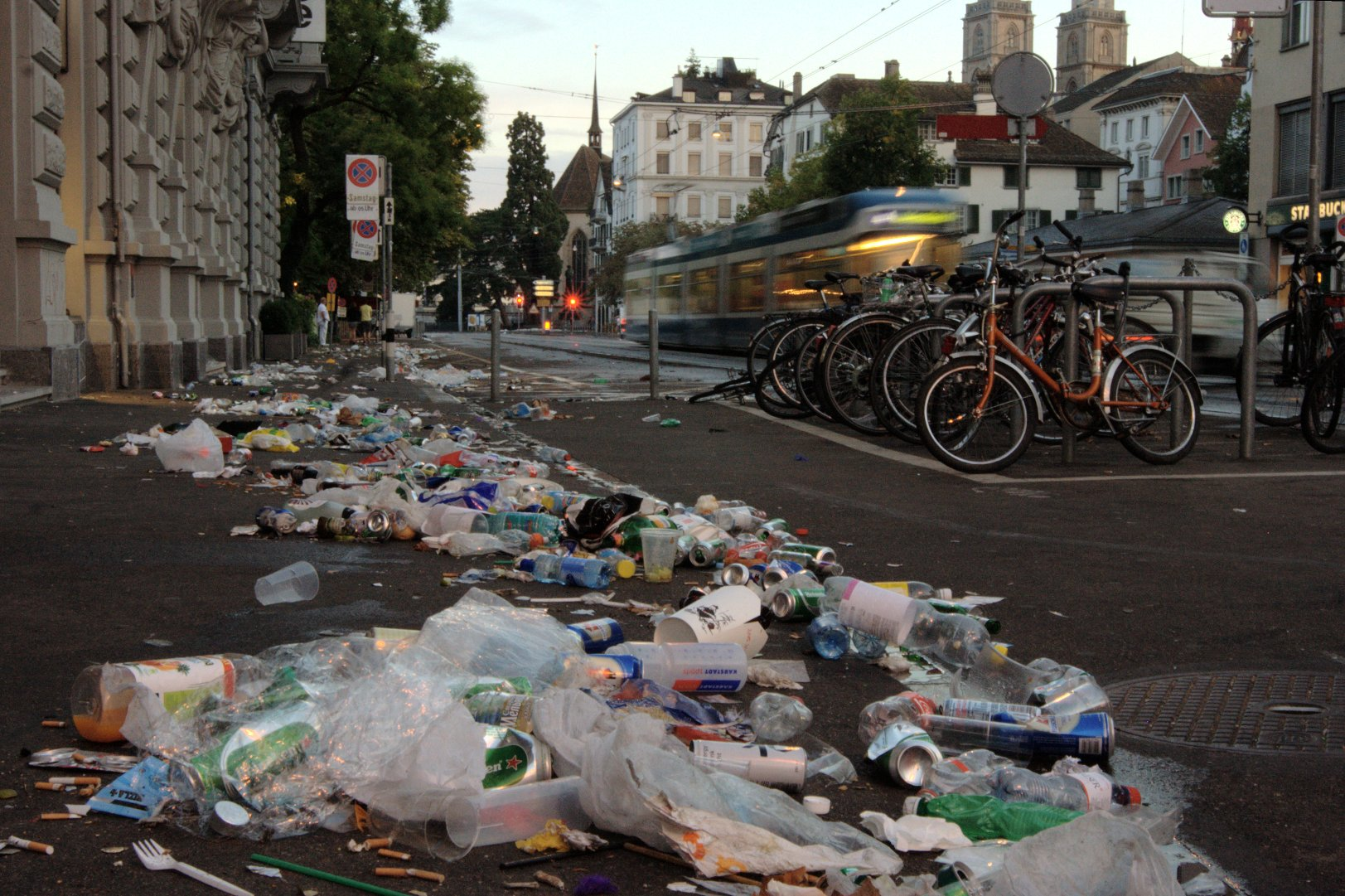
Abfallberge im Morgengrauen nach der Street Parade 2011

Jedes Jahr fallen durch das Strassenfest innerhalb weniger Stunden viele Tonnen von Abfall an. Nach der Street Parade 2011 räumten die Stadt Zürich und private Entsorgungsunternehmen rund 88 Tonnen Abfall weg. Die Koordination und Zusammenarbeit zwischen Veranstalter und Entsorgungsamt hat sich im Laufe der Jahre eingespielt. Vor dem Ende der Party wird damit begonnen, die Umzugsstrecke von angefallenem Abfall zu säubern. Meist dauern die Aufräumarbeiten bis in den nächsten Tag hinein. Um auch den Uringeruch zu beseitigen, wird ein aromatisiertes Desinfektionsmittel eingesetzt. Im Jahr 2025 regte sich Street-Parade-Präsident Joel Meier über die Detailhändler rund ums Festgelände auf. Diese würden Getränke zu tiefen Preisen verkaufen, aber nichts an die Abfallkosten beisteuern.